# Funktion (Organisation)
Unter Funktion versteht man in der Organisationslehre einen abgegrenzten Aufgabenbereich, der einem Aufgabenträger oder Stelleninhaber zugeordnet ist und den er in eigener Verantwortung ausführt.

## Allgemeines
Der in der Fachliteratur sehr unterschiedlich verwendete Begriff Funktion stammt aus lateinisch functio und bedeutet „Verrichtung, Tätigkeit, Handlung“. Teilfunktionen nehmen in der Organisationslehre einen bedeutenden Stellenwert ein. Walter Schramm sah 1936 in der Funktion eine Teilaufgabe, Funktionen und Aufgaben gingen für ihn ineinander über. „Wann der gleiche Tatbestand als Aufgabe und wann als Funktion zu bezeichnen ist, hängt von der Art der Betriebsaufgabe ab.“ Fritz Nordsieck hingegen unterschied 1955 zwischen Aufgaben und Funktionen. Für Erich Kosiol wurde 1962 die Stellenaufgabe zur Funktion des Aufgabenträgers.
Heute geht man davon aus, dass die Funktion eine oder mehrere, miteinander verbundene oder verwandte Teilaufgaben umfasst. Es handelt sich Hermann Böhrs zufolge um Teilaufgaben, die aus der arbeitsteiligen Aufteilung des Unternehmenszwecks entstanden sind und deren Erledigung zur Erfüllung des Betriebszwecks notwendig ist. „Die funktionale Arbeitsteilung setzt jedoch ein bestimmtes Zusammenwirken der verschiedenen Funktionsträger voraus“. Die Funktion ist nach Rolf Bühner also keine konkrete Verrichtung, sondern ein grob umrissenes Spektrum von als gleichartig erachteten Tätigkeiten. Genauer umrissen sind hingegen Stellenbeschreibungen als funktionsspezifische, personenunabhängige und schriftlich festgelegte Darstellungen aller wesentlichen Arbeitsinhalte einer Stelle. Im Organigramm einer funktionalen Organisation findet sich der Funktions- und Verantwortungsbereich als Element der Aufbauorganisation wieder ("Kästchen"). 

## Arten
Funktionen findet man in allen Arten von Organisationen, insbesondere in Unternehmen oder der öffentlichen Verwaltung. Haupteinteilungskriterium ist in der Aufbauorganisation die betriebliche Funktion, die zwischen Grundfunktionen und Querschnittsfunktionen unterscheidet:
- Grundfunktionen im Unternehmen sind Beschaffung, Produktion, Vertrieb und Finanzierung;
- zu den Querschnittsfunktionen gehören Unternehmensleitung, Personalwesen, Verwaltung, Information, Forschung und Entwicklung und Logistik.

Die betrieblichen Funktionen dienen der Erfüllung des Betriebszwecks und der Unternehmensziele.
Außerdem wird unter hierarchischem Aspekt danach unterschieden, ob ein Stelleninhaber Führungsfunktionen oder Durchführungsfunktionen wahrnimmt. Die Funktion gibt deshalb auch Auskunft darüber, welchem Bereich der Funktionsinhaber angehört und ob er dort führend oder ausführend tätig ist. Die Führungsfunktion gilt als eine Koordinationsinstanz, weil sie der Abstimmung kooperativer Vorgänge dient. Das Unternehmen ist eine relativ geschlossene wirtschaftliche und soziale Organisationsform, welche die Koordination als existenznotwendige Unternehmensfunktion bedingt. Der Führungsfunktion sind weitgehende Entscheidungsbefugnisse eingeräumt. Mitarbeiter am unteren Ende der Hierarchie sind hingegen weisungsgebundene Träger der Aus- oder Durchführungsfunktion, die allenfalls situative Eigenentscheidungen treffen dürfen. Funktionsträger ist die mit einer Funktion betraute Person.
Häufig sind einzelne Berufe oder Tätigkeiten das Nomen Agentis aus ihrer Funktion wie beispielsweise Controller (Beruf)/Controlling (Funktion), Disponent/Disposition, Kassierer/Kasse, Kundenbetreuer/Kundenbetreuung, Manager/Management, Rektor/Rektorat oder Vorsitzender/Vorsitz.

## Ziele
Funktionale Strukturen beruhen auf der Zusammenfassung ähnlicher Verrichtungen und entwickeln sich vor allem, weil Spezialisierungsvorteile und Lernpotenziale vergrößert werden. So wie die Gesamtaufgabe eines Unternehmens in funktionale Teilaufgaben zergliedert wird, muss das Unternehmensziel in operable Teilziele (Subziele) aufgespalten werden, die auf die einzelne Funktion zugeschnitten sind. Das Gesamtziel „Gewinnmaximierung“ kann demnach im Beschaffungsbereich beispielsweise auf „Kostensenkung der Anschaffungskosten um 10 % gegenüber dem Vorjahr“ heruntergebrochen werden. Ziele geben den Funktionen eine bestimmte Entwicklungsrichtung, das Gesamtziel des Betriebes orientiert sich an seiner Zwecksetzung.